# Emiraat Diriyah
Het emiraat Diriyah (Arabisch: إمارة الدرعية) was de Eerste Saoedische Staat, opgericht in het jaar 1744 toen prediker Mohammed ibn Abdul-Wahhab en prins Mohammed bin Saoed een alliantie vormden om een sociaal-religieuze hervormingsbeweging te stichten om de vele staten van het Arabische Schiereiland te verenigen en te bevrijden van het Ottomaanse imperialisme.
In de loop van de 18e eeuw wisten de Saoedi's het grootste deel van het Arabische schiereiland, waaronder de heilige steden Mekka en Medina - inderdaad onder hun gezag te brengen. In de Ottomaans-Saoedische Oorlog (1811-1818) werd het emiraat echter beslissend verslagen door het Ottomaanse Rijk.

## Heersers van de Eerste Saoedische Staat
- Mohammed bin Saoed 1726–1744 (Emir of Diriyah), 1744–1765 (Emir of Nejd)
- Abdoel Aziz bin Mohammed bin Saoed 1765–1803
- Saud bin Abdul-Aziz bin Mohammad bin Saud (Saud Al Kabeer) 1803–1814
- Abdullah bin Saud 1814–1818.